# ميلفين إيلي
ميلفين إيلي (بالإنجليزية: Melvin Ely)‏ مواليد 2 مايو 1978 في هارفي، هو لاعب كرة سلة أمريكي بدأ مسيرته الاحترافية في سنة 2002 حيث تم اختياره من قبل فريق لوس أنجلوس كليبرز خلال الدرافت يلعب في دوري بي جاي كلاعب وسط ويحمل الرقم 33. يبلغ طوله 6 قدم 10 بوصة (2.1 م).

## فرق لعب لها
- لوس أنجلوس كليبرز
- شارلوت هورنتس
- سان أنطونيو سبرز
- نيو أورلينز بيليكانز
- دنفر ناغتس

## إحصائيات المسيرة

### الموسم الاعتيادي
| السنة   | الفريق               | لعب | بدأ | دقيقة | ميداني% | ثلاثية | حرة  | ارتداد | صنع | استلاب | تصدي | نقطة |
| ------- | -------------------- | --- | --- | ----- | ------- | ------ | ---- | ------ | --- | ------ | ---- | ---- |
| 2002–03 | لوس أنجلوس كليبرز    | 52  | 7   | 15.4  | .495    | .000   | .703 | 3.3    | .3  | .2     | .6   | 4.5  |
| 2003–04 | لوس أنجلوس كليبرز    | 42  | 2   | 12.1  | .431    | .000   | .595 | 2.4    | .5  | .2     | .4   | 3.7  |
| 2004–05 | شارلوت هورنتس        | 79  | 17  | 20.9  | .432    | .000   | .575 | 4.1    | 1.0 | .4     | .9   | 7.3  |
| 2005–06 | شارلوت هورنتس        | 57  | 22  | 23.6  | .508    | .000   | .667 | 4.9    | 1.3 | .5     | .8   | 9.8  |
| 2006–07 | شارلوت هورنتس        | 24  | 0   | 10.2  | .383    | .000   | .686 | 1.6    | .6  | .1     | .3   | 2.9  |
| 2006–07 | سان أنطونيو سبرز     | 6   | 0   | 10.8  | .300    | .000   | .583 | 2.3    | .7  | .7     | .3   | 3.2  |
| 2007–08 | نيو أورلينز بيليكانز | 52  | 1   | 11.9  | .472    | .000   | .552 | 2.8    | .4  | .1     | .3   | 3.9  |
| 2008–09 | نيو أورلينز بيليكانز | 31  | 4   | 12.0  | .389    | .000   | .639 | 2.1    | .6  | .1     | .3   | 3.1  |
| 2010–11 | دنفر ناغتس           | 30  | 2   | 12.2  | .549    | .000   | .619 | 2.5    | .5  | .1     | .4   | 2.3  |
| 2013–14 | نيو أورلينز بيليكانز | 2   | 0   | 13.5  | .500    | .000   | .000 | .5     | .0  | .0     | .5   | 3.0  |
| المسيرة |                      | 375 | 55  | 16.0  | .460    | .000   | .625 | 3.2    | .7  | .3     | .6   | 5.3  |

### التصفيات
| السنة   | الفريق               | لعب | بدأ | دقيقة | ميداني% | ثلاثية | حرة  | ارتداد | صنع | استلاب | تصدي | نقطة |
| ------- | -------------------- | --- | --- | ----- | ------- | ------ | ---- | ------ | --- | ------ | ---- | ---- |
| 2008    | نيو أورلينز بيليكانز | 7   | 0   | 8.4   | .267    | .000   | .700 | 1.6    | .1  | .0     | .0   | 2.1  |
| المسيرة |                      | 7   | 0   | 8.4   | .267    | .000   | .700 | 1.6    | .1  | .0     | .0   | 2.1  |

## روابط خارجية
- ميلفين إيلي على موقع إن بي أي (الإنجليزية)
- ميلفين إيلي على موقع سبورتس رفرنس (الإنجليزية)
- ميلفين إيلي على موقع كرة السلة الأوروبية.كوم (الإنجليزية)
- ميلفين إيلي على موقع كلية كرة السلة في سبورتس رفرنس.كوم (الإنجليزية)
- ميلفين إيلي على موقع ريلجم (الإنجليزية)
- ميلفين إيلي على موقع بروبوليرز (الإنجليزية)
- ميلفين إيلي على موقع سبورتس رفرنس (الإنجليزية)